# ديفل سرفايفر 2
ديفل سرفايفر 2 (باليابانية: デビルサバイバーツー ジ・アニ メーション، بالروماجي: Debiru Sabaibā Tsū Ji Animēshon) (بالإنجليزية: Devil Survivor 2: The Animation)‏ هي سلسلة مانغا يابانية من تأليف ماكوتو أويزو ورسم هاروتو شيوتا، نشرت من قبل سكوير إنكس في مجلة Monthly GFantasy، منذ 18 ديسمبر عام 2012 حتى 18 أكتوبر عام 2014، وتكونت من 4 مجلدات. المانغا مقتبس من لعبة الفيديو، Shin Megami Tensei: Devil Survivor 2، التي تم تطويرها من قبل أتلس لأجهزة نينتندو دي أس. أنتجت المانغا إلى مسلسل أنمي تلفزيوني من إنتاج استوديو بريدج، وإخراج سيجي كيشي، عرض الأنمي في 4 أبريل عام 2013 واستمر عرضه حتى 27 يوليو عام 2013، وتكون من 13 حلقة.

## القصة
تدور أحداث القصة عن هيبكي كوزي وأصدقائه، الذين يستخدمون قوة الشياطين لإنقاذ العالم من الدمار خلال سبعة أيام.

## الشخصيات

### الشخصيات الرئيسية
هيبكي كوزي (باليابانية: 久世 響希، بالروماجي: Kuze Hibiki)
مؤدي الصوت: هيروشي كاميا
دايتشي شيجيما (باليابانية: 志島 大地، بالروماجي: Shijima Daichi)
مؤدي الصوت: نوبوهيكو أوكاموتو
إيو نيتا (باليابانية: 新田 維緒، بالروماجي: Nitta Io)
مؤدية الصوت: أيا أوتشيدا
ياماتو هوتسوين (باليابانية: 峰津院 大和، بالروماجي: Hotsuin Yamato)
مؤدي الصوت: جونيتشي سوابي
أنغوشيد وان/ألكور
(باليابانية: 憂う者، بالروماجي: Ureumono)
مؤدي الصوت: تاكاهيرو ساكوراي

## وصلات خارجية
- موقع الأنمي الرسمي باللغة اليابانية
- موقع المانغا الرسمي باللغة اليابانية
- ديفل سرفايفر 2 على موقع قاعدة بيانات الفيلم (الإنجليزية)
- ديفل سرفايفر 2 على موقع ANN anime (الإنجليزية)